# Juan Barazi
Pour les articles homonymes, voir Barazi.
Juan Barazi, né le 22 janvier 1968 à Copenhague, est un juriste, homme d'affaires, ancien pilote automobile et ancien propriétaire d'une équipe de course danois. Il a participé à six reprises aux 24 Heures du Mans.

## Biographie

### Origines
Juan Barazi est né à Copenhague. Cependant, il vient d'une grande famille kurdo-syrienne. En effet, l'un de ses proches était Muhsin al-Barazi, Premier ministre de la République syrienne dans les années 1940. Ce dernier a été exécuté en 1949 après un coup d'État manqué.

### Formation et carrière professionnelle
Il mène des études de droit en Suisse, et plus précisément à l'Institut Le Rosey. Il y obtient son diplôme et part travailler comme investisseur dans le secteur minier africain. Il a également créé une société de télécommunications, Unitel. Il a vécu dans la capitale angolaise Luanda, pays où ses activités commerciales ont été concentrées.

### Carrière de pilote automobile

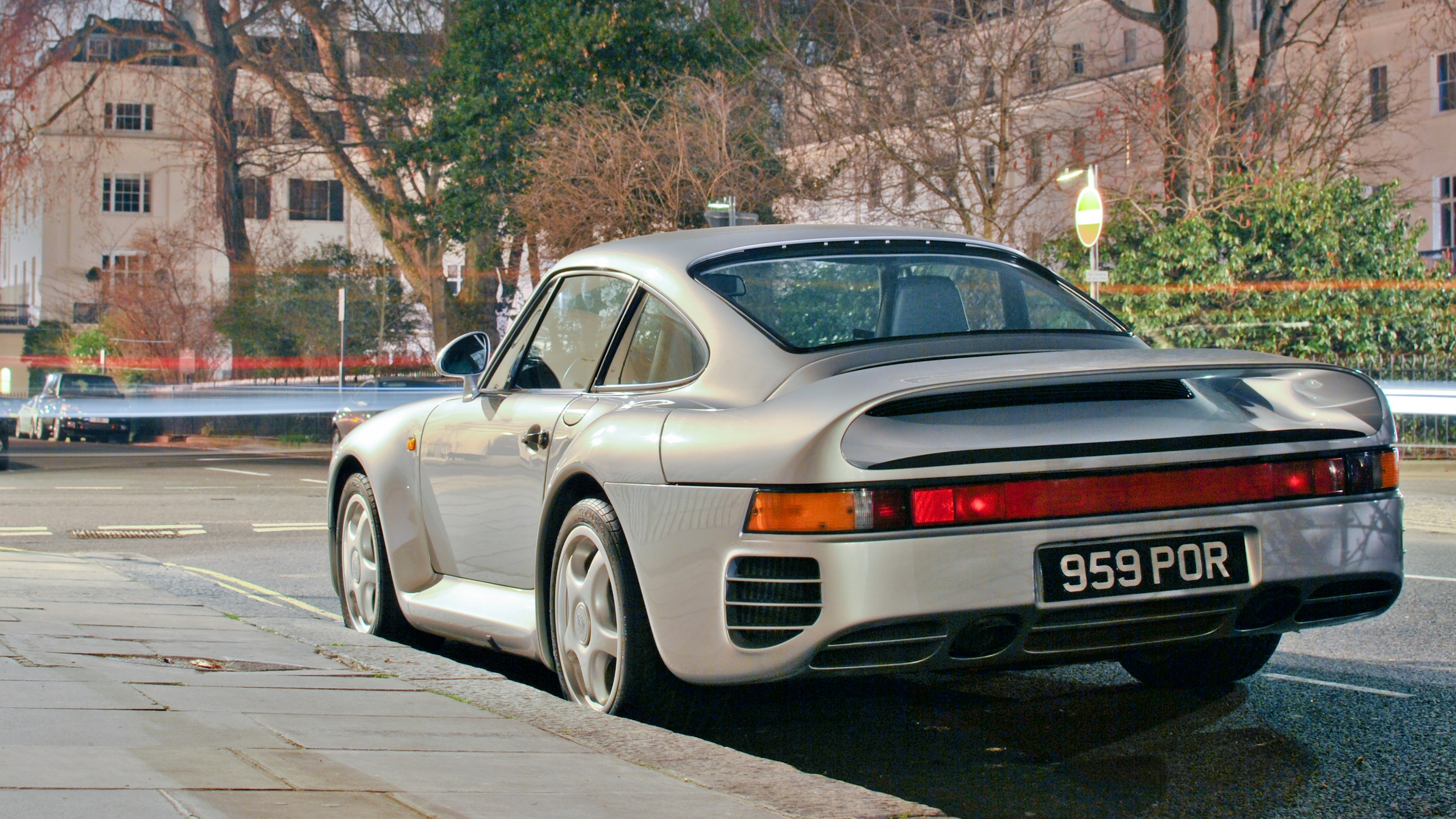
La Porsche 959 que Juan Bazari a possédé.

Barazi est un passionné d'automobile ; il déclare en 2013 être « limite pathologique en ce qui concerne les voitures ». Il a ainsi constitué une collection de voitures classiques comprenant une Aston Martin DB3S, une Aston Martin DB4 GT Zagato, une Ferrari 250 LM, une Ferrari 246 Sport Dino et une Porsche 917. Il apprécie particulièrement les Pagani et a possédé plusieurs Pagani Zonda. Il parvient en sport automobile en faisant souvent courir ses voitures en course. Ainsi, il remporte à deux reprises le Goodwood Revival Tourist Trophy ainsi que d'autres courses internationales au volant d'une Jaguar E-Type Lightweight de 1962.
Il s'engage dès lors dans le championnat de Grande-Bretagne de Formule Ford en 1999 et y finit deuxième l'année suivante. En 2001, il rejoint le championnat mono-marque Radical et est de nouveau sacré vice-champion en British Enduro series 2004. Il est également sacré champion en Classic Endurance Racing (en) au volant de sa Porsche 917.
Il se tourne alors vers l’endurance automobile et participe aux 1 000 kilomètres de Spa 2004, course des Le Mans Endurance Series, où il termine 25e au volant d'une Porsche 911 GT3 RSR. Il participe ensuite à la saison 2005 du championnat, d'abord en GT2 aux 1 000 kilomètres de Spa, puis en LMP2 pour le restant de la saison, avec pour meilleur résultat une deuxième place de catégorie lors de 1 000 kilomètres de Silverstone. Surtout, il dispute pour la première fois les 24 Heures du Mans, mais il abandonne après trente tours parcourus. Il participe également au Petit Le Mans, course qui se solde là aussi par un abandon, ainsi qu'aux 12 Heures de Sebring.
En 2006, il décide d'acheter la Courage C65 qu'il a piloté la saison passée et s'allie avec Michel Lecomte pour former l’équipe Barazi-Epsilon. Cela est couronné de succès puisqu'après avoir remporté les 1 000 kilomètres d'Istanbul, il est sacré champion LMP2 des Le Mans Series en compagnie de Michael Vergers. L'équipe et son propriétaire s'engagent également aux 12 Heures de Sebring où ils reviendront en 2008, et surtout aux 24 Heures du Mans, où ils terminent 21e. Chose plus étonnante, il dispute les 24 Heures de Suisse karting avec succès puisqu'il les remporte.

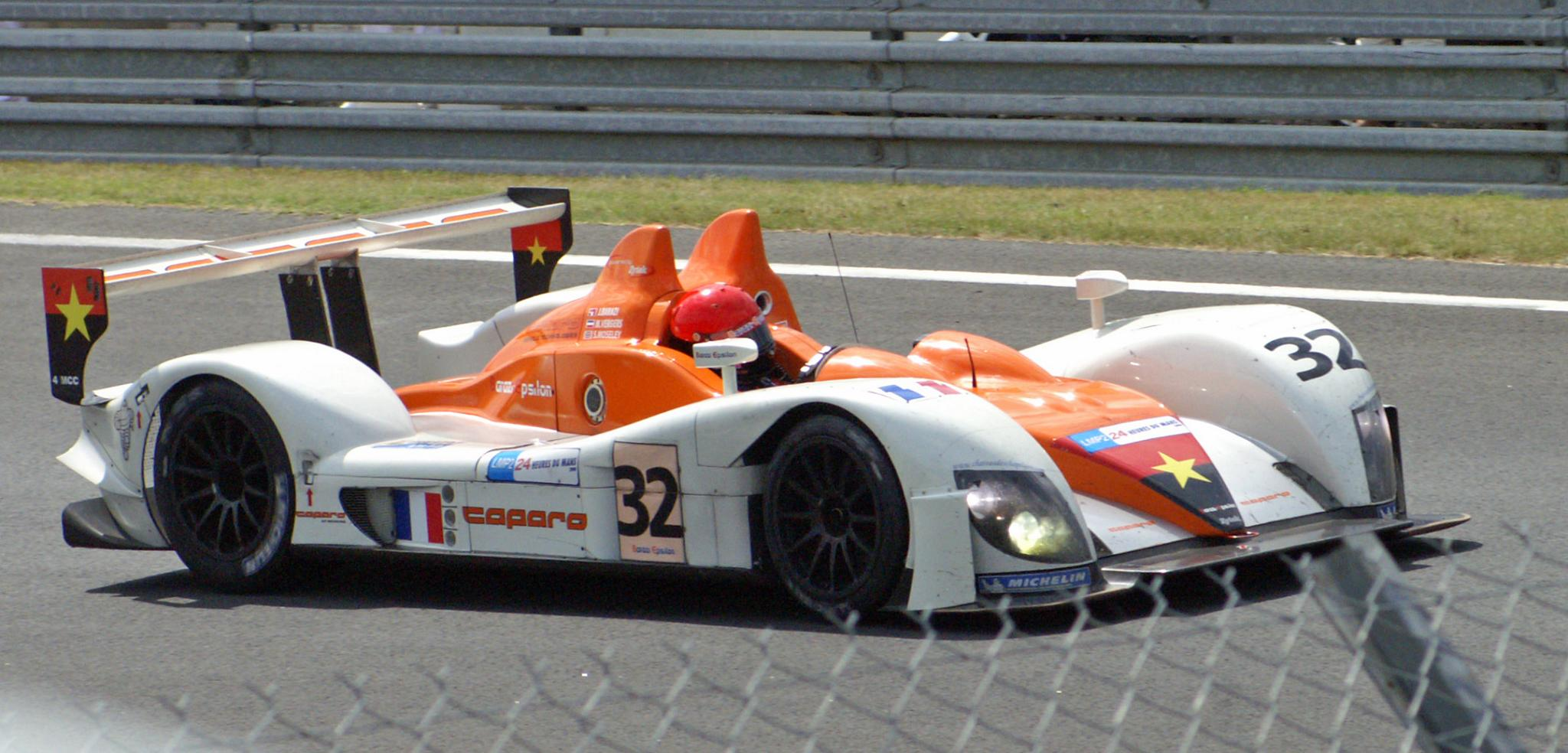
La Zytek 07S/2 du Barazi-Epsilon aux couleurs de l’Angola aux 24 Heures du Mans 2008.

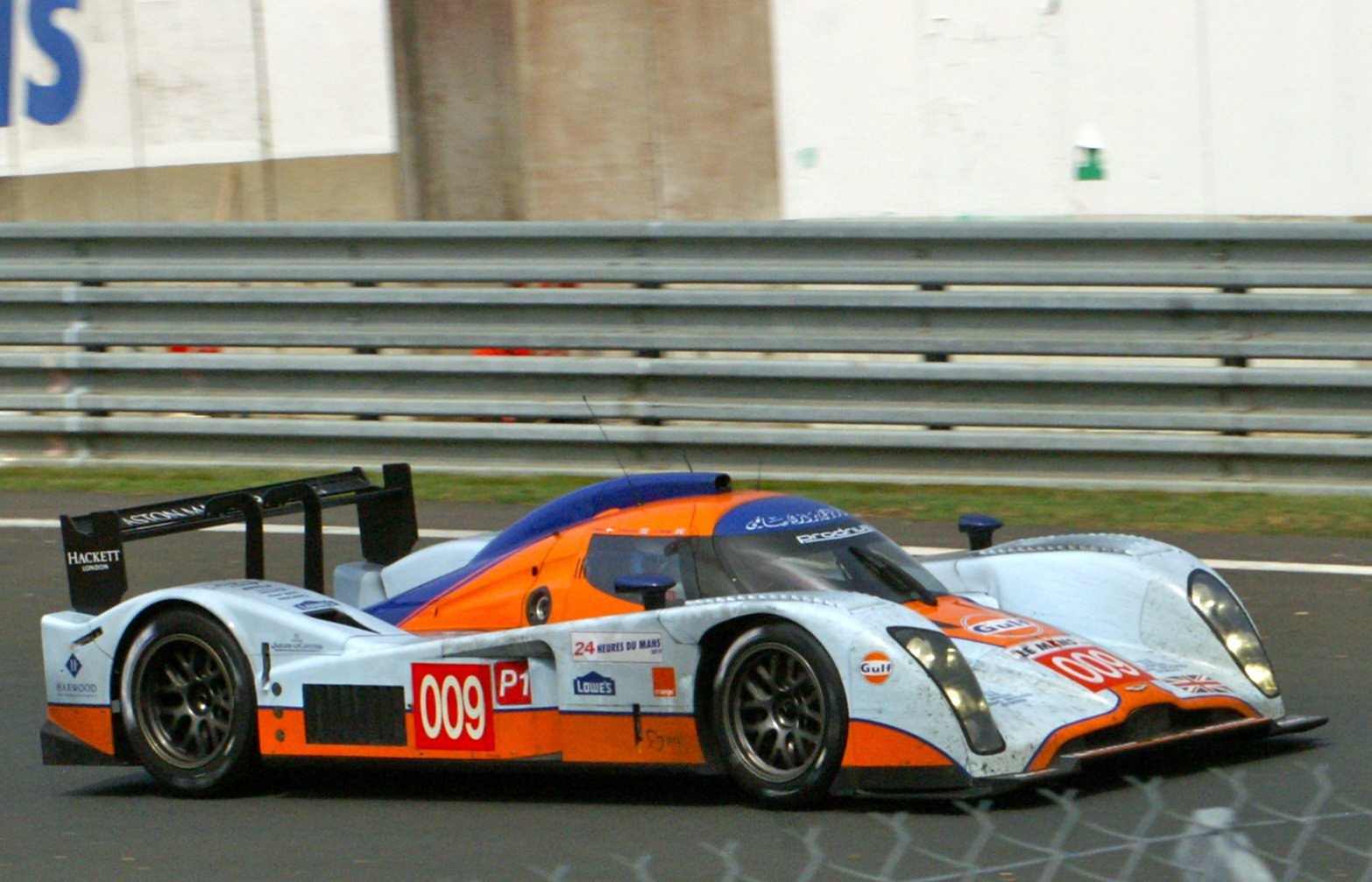
La Lola B09/60-Aston Martin aux 24 Heures du Mans 2010.

L'année suivante est moins prolifique pour Barazi et son équipe, qui décident avant le début de saison de laisser la Courage pour une Zytek 07S/2. En effet, malgré deux victoires acquises aux 1 000 kilomètres de Silverstone eu aux Mil Milhas Brasil, ils ne terminent que troisième au championnat LMP2. Ils abandonnent aux 24 Heures du Mans après 252 tours effectués. La saison 2008 est stérile de victoire et ils ne glanent qu'un seul point, tandis qu'ils terminent 29e aux 24 Heures du Mans. Les 24 Heures du Mans 2009 les voient progresser d'une place à l'arrivée, alors qu'en Le Mans Series, ils ne participent qu'aux 1 000 kilomètres de Spa.
Ainsi, l'équipe quitte la compétition l'année suivante. Juan Barazi s'oriente alors vers Aston Martin qui engage en LMP1 trois Lola B09/60. Il termine quatrième aux 1 000 kilomètres de Silverstone 2010 et prend part pour la sixième et dernière fois aux 24 Heures du Mans. Alors que l'équipage était classé quatrième, ce dernier connaît des problèmes moteurs dans la dernière heure et abandonne après avoir parcouru 368 tours. Il met alors un terme à sa carrière en sport automobile.

### Après carrière
Juan Barazi se fait ensuite plus discret et est décrit comme « totalement mystérieux ». Il passe sa vie dans différentes villes : Londres, Gstaad, Copenhague et Luanda. Il apparaît officieusement comme l’associé d'Isabel dos Santos, fille du président angolais et première milliardaire d’Afrique, à qui selon Le Temps il aurait été émissaire dans certaines affaires. Il a ainsi été aperçu à Washington en 2012 au sein d'une délégation diamantaire officielle de l’Angola.

## Palmarès
- Championnat de Grande-Bretagne de Formule Ford : vice-champion en 2000 ;
- British Enduro series : vice-champion en 2004 ;
- Classic Endurance Racing (en) : champion en 2004 ;
- Le Mans Series : champion LMP2 en 2006 ;
- 24 Heures de Suisse karting : vainqueur en 2006 ;

## Résultats en compétition automobile

### Résultats aux 24 Heures du Mans
| Année | Équipe                              | Équipiers                       | Voiture                  | Classe | Tours | Pos. | Class Pos. |
| ----- | ----------------------------------- | ------------------------------- | ------------------------ | ------ | ----- | ---- | ---------- |
| 2005  | Intersport Racing Cirtek Motorsport | Sergey Zlobin Bastien Brière    | Courage C65-AER          | LMP2   | 30    | Abd  | Abd        |
| 2006  | Barazi-Epsilon                      | Michael Vergers Neil Cunningham | Courage C65-AER          | LMP2   | 294   | 21e  | 6e         |
| 2007  | Barazi-Epsilon                      | Michael Vergers Karim Ojjeh     | Zytek 07S/2              | LMP2   | 252   | Abd  | Abd        |
| 2008  | Barazi-Epsilon                      | Michael Vergers Stuart Moseley  | Zytek 07S/2              | LMP2   | 304   | 29e  | 5e         |
| 2009  | Barazi-Epsilon                      | Phil Bennett Stuart Moseley     | Zytek 07S/2              | LMP2   | 306   | 28e  | 4e         |
| 2010  | Aston Martin Racing                 | Darren Turner Sam Hancock       | Lola B09/60-Aston Martin | LMP1   | 368   | Abd  | Abd        |

### Résultats aux 12 Heures de Sebring
| Année | Équipe         | Équipiers                              | Voiture                   | Classe | Tours | Pos. | Class Pos. |
| ----- | -------------- | -------------------------------------- | ------------------------- | ------ | ----- | ---- | ---------- |
| 2005  | IN2 Racing     | Michael Vergers Andrew Thompson        | Porsche 911 GT3 RSR (996) | GT2    | 30    | 17e  | 5e         |
| 2006  | Barazi Epsilon | Michael Vergers Elton Julian           | Courage C65-AER           | LMP2   | 294   | 16e  | 4e         |
| 2008  | Barazi Epsilon | Michael Vergers Jean-Christophe Ravier | Zytek 07S/2               | LMP2   | 304   | Abd  | Abd        |